# Per Fredric Landelius
Per Fredric Landelius född 8 oktober 1884 i Eksjö, död 2 september 1931 i Borås, var en svensk källarmästare och hotellarrendator samt olympier, världsmästerskaps- och Europamästerskapsmedaljör i lerduveskytte och löpande hjort. Han var brorson till Fredrik Landelius.
Han deltog i olympiska spelen 1920 i Antwerpen och Olympiska sommarspelen 1924 i Paris. Han ansogs som en av Sveriges bästa lerduveskyttar under 1920-talet. Den 28 juni 1927 blev han Europamästare. Vid bägge tävlingarna i världsmästerskapen samt Europamästerskapen 1929 blev han tvåa. Han var svensk mästare i lerduve 1925-1928 och 1930. I hjortskyttet blev han svenska mästare i dubbelskott 1923 och segrade i enkelskott vid Göteborgsspelen samma år.